# Махава (підрозділ окружного секретаріату)
Підрозділ окружного секретаріату Махава — підрозділ окружного секретаріату округу Курунегала, Північно-Західна провінція, Шрі-Ланка. Складається з 68 Грама Ніладхарі.